# (24655) 1987 QH
1987 كيو إتش (ويعرف أيضًا باسم (24655) 1987 كيو إتش وفق تسمية الكوكب الصغير) (بالإنجليزية: 1987 QH)‏ هو كويكب ضمن حزام الكويكبات؛ وترتيبه 24655 من حيث الاكتشاف.
اكتُشف هذا الجُرم الفلكي بواسطة Stephen Singer-Brewster ‏ في 25 أغسطس 1987.

## وصلات خارجية
- (24655) 1987 QH في قاعدة بيانات مختبر الدفع النفاث لأجرام النظام الشمسي الصغيرة

- الاكتشاف · مخطط المدار ·  العناصر المدارية · المعلمات المادية

- (24655) 1987 QH على موقع ويكي سكاي: DSS2, SDSS, GALEX, IRAS, Hydrogen α, X-Ray, Astrophoto, Sky Map, Articles and images